# Берлинская северная железная дорога
Берлинская северная железная дорога (нем. Berliner Nordbahn) — 223-километровая электрифицированная железнодорожная линия, соединяющая города Берлин и Штральзунд. Проходит через такие крупные города Германии, как Нойштрелиц и Нойбранденбург, причём участок железной между Ораниенбургом и Нойштрелицем является двухпутным, а к северу от этого участка проходит лишь одна колея. Участок от Хохен Нойендорфа до Ораниенбурга имеет четыре пути, два из которых используются S-Bahn. По данной дороге в Берлин доезжают только электропоезда S-Bahn, остальные же поезда (Regionalbahn), следующие в направлении Берлина, после станции Хохен-Нойендорф съезжают с Нордбана и далее следуют по Внешнему кольцу.

## История
В 1844 году штральзундские купцы и предприниматели организовали совместное общество, целью которого было достижение соглашений по прокладке железной дороге из Берлина через Нойштрелитц в Штральзунд и предложили меморандум железной дороги Берлин — Штральзунд. Общество собрало на эти цели большие финансовые средства. Однако поначалу эти усилия не увенчались успехом, так как соответствующее прусское министерство отвергало данный проект на протяжении как 1840-х, так и в 1850-х годов. Тем временем, в 1863 году была введена в строй Альгемюнде-Штральзундская железнодорожная линия, являющаяся железнодорожной веткой, отходящей от линии Берлин – Штеттин.
В свете этих событий штральзундцы, по-прежнему желавшие иметь прямую связь с Берлином по железной дороге, организовали Берлинскую северную железнодорожную компанию и в 1869 году проработали проект железнодорожной линии Берлин — Нойштрелитц — Штральзунд — Аркона. В 1870 году от властей Пруссии и герцогства Мекленбург-Штрелиц наконец было получено разрешение на строительство. Однако в декабре 1875 году эта компания, по финансовым причинам, была ликвидирована. Тогда Прусское государство приобрело недостроенную железную дорогу и поручило её достройку дирекции Нижнесилезко-Маркской железной дороги.
Линия была открыта в три этапа:
- 10 июля 1877 года: Берлин — Ораниенбург — Нойштрелитц — Нойбранденбург (134 км.)
- 1 декабря 1877 года: Нойбранденбург — Деммин (42 км.)
- 1 января 1878 года: Деммин — Штральзунд (47 км.)

В первые месяцы движение осуществлялось от вокзала Гезундбруннен вначале по кольцевой дороге и далее к товарной станции Нижнесилезко-Маркской железной дороги. С 1 октября 1877 года для грузового движения был введён в эксплуатацию тогдашний Северный вокзал на углу Бернауэр-штрассе и Шведтер-штрассе — в районе современного Мауэрпарка. Пассажирские перевозки начались с 1 декабря 1877 года согласно договору со Штеттинским вокзалом (переименованным в 1950 году в Северный вокзал) Берлинско-Штеттинской железной дороги.
Строительство Берлинской Северной железной дороги оказало значительное влияние на деревни в районе обслуживания железной дороги. В частности, население в последующие десятилетия увеличилось в несколько раз. В честь Северной железной дороги называли населённые пункты (Глинике (Нордбан)), давались имена газетам (Nordbahn-Nachrichten — Известия Нордбана).
В последнее десятилетие XIX века в районе Гезундбруннен были полностью перестроены железнодорожные объекты. За это время — в период с 1892 по 1898 годы — пассажирское сообщение со Штеттинского вокзала было отменено, а приём пассажиров осуществлял тогдашний Северный вокзал. Для пересадки на кольцевую дорогу в это время служила временная станции Гезундбруннен (Нордбан), находящаяся к востоку от вокзала Гезундбруннен.
Около Ораниенбурга находился овальный участок железной дороги длиной 1,76 км, где с 1907 по 1913 годы проводились исследования по эксплуатации воздушной контактной сети, электрифицированной на переменном токе напряжением 6,3 кВ частотой 25 Гц в непрерывном режиме износа.
До 1912 года на участке между станциями Гезундбруннен и Фронау пути, предназначенные для поездов дальнего сообщения были построены раздельно от пригородных путей. В то же время железнодорожный перегон был уложен на насыпи, чтобы ликвидировать железнодорожные переезды. Затем, в 1926 году, аналогичная процедура была проведена на участке от Фронау до Боргсдорфа.
В 1925 году на пригородном участке железной дороге от станции Гезундбруннен до станции Ораниенбург была произведена электрификация на постоянном токе.
Летом 1945 года, после окончания Второй Мировой войны, в рамках демонтажа (репараций) на Берлинской Северной железной дороги был разобран второй путь поездов дальнего следования, а также второй путь S-Bahn от станции Вильгельмсру до станции Боргсдорф.
С 1950 года Штеттинский вокзал стал называться Северный вокзал, поэтому бывший Северный вокзал должен был быть переименован. Хотя он находился на территории Западного Берлина в районе Веддинг, он был назван в честь улицы Эберсвальде, расположенной в Восточном Берлине и по-прежнему использовался для грузовых перевозок. С закрытием Штеттинского вокзала пассажирские поезда на части Берлинской Северной железной дороги начали ходить по изменённому расписанию, которое было установлено 18 мая 1952 года.

С началом строительства Берлинской стены прервалось железнодорожное сообщение между станциями Фронау и Хохен Нойендорф. Непосредственно после окончания строительства стены на Бранденбургской стороне, между станциями Ораниенбург и Хохен-Нойендорф, в течение несколько месяцев в локальном режиме работал электропоезд S-Bahn. И только по окончании строительства и электрификации Берлинского внешнего кольца, протянутого от Хохен Нойендорфа до Бланкенбурга в ноябре 1961 года, участок Ораниенбург — Хохен Нойендорф был вновь подключён к основной сети S-Bahn. На территории Берлина права на эксплуатацию S-Bahn до станции Фронау 9 января 1984 года были переданы от Дойче Рейхсбан к Берлинскому транспортному предприятию (BVG).
Из-за этого вначале движение было приостановлено, но затем, с 1 октября 1984 года, возобновлено. После ремонтных работ в 1985 году, трасса берлинской городской электрички была частично уложена в профиль старых путей, предназначенных для поездов дальнего следования, что сделало их реконструкцию более сложновыполнимой.
В 1992 году был ликвидирован разрыв между Фронау и Хохен Нойендорфом, вследствие чего стало возможным осуществление непрерывного движения до Ораниенбурга.
После перемен были закрыты многие маленькие станции, в основном в малонаселенных районах (в том числе: Дюштерфёрде (в 1996), Штрелитц Альт (в 1995), Неддемин, Рандов, Тойц-Рустов), где перевозка пассажиров начала частично осуществляться автобусами.

## Сегодняшнее время
На берлинском участке Нордбана курсируют только поезда S-Bahn. На участке между станциями Хохен-Нойендорф и Ораниенбург (к северу от Берлина), примыкающем к северной части Берлинского внешнего железнодорожного кольца, курсируют различные поезда Regionalbahn и Regional-Express сообщением на Берлин-Хауптбанхоф, Берлин-Лихтенберг, Лютерштадт-Виттенберг, Фалькенберг либо Хеннигсдорф.
Из Ораниенбурга на север ежечасно отправляются поезда с двухэтажными вагонами, следующие по маршруту «RE-5» через Нойштрелиц в Штральзунд, которые частично обслуживаются немецкой железнодорожной компанией «Ostseeland-Verkehr». До Лёвенберга используются также поезда линии «RB-12» Regionalbahn (частично обслуживаются компанией «Prignitzer Eisenbahn») на отрезке на Темплин. Кроме того, на участке Хохен Нойендорф — Нойштрелиц поочерёдно следуют пары поездов ICE и InterConnex, оба из которых курсируют в Росток и обратно, а также несколько грузовых поездов.

## Развитие железной дороги
Участок Биркенвердер (станция) — Нойштрелиц обновляется в рамках существующих инвестиций с целью совершенствования железнодорожного сообщения между Берлином и Ростоком со средней скоростью 160 км/ч и выше при нагрузке на ось до 25 тонн. Участок будет оснащён устройствами сигнализации, централизации и блокировки в соответствии с европейской системой управления движением поездов. Реализовать комплексный проект, когда участок будет пригоден к движению, предусмотрено к 2013 году. Общая сумма расходов на расширение в совокупности 198 километров путей была озвучена в 2005 году и равнялась 838 миллионам евро, затем, в 2012 году уточнённая сумма составила 850 млн евро.
В ноябре 2007 года модернизация первого участка Лёвенберг — Гранзее была завершена. С марта по ноябрь 2009 года был усовершенствован участок железной дороги Данненвальде — Фюрстенберг. С июля 2011 идёт капитальный ремонт Гранзее и Данненвальде, который должен быть закончен к августу 2012 года. Необходимо восстановление болотистой почвы между Нассенхайде и Лёвенбергом, для чего потребуется закрыть участок на семь месяцев с сентября 2012 года. В то же время также должен быть усовершенствован участок между Фюрстенбергом и Нойштрелицем. Для этого поезда между Ораниенбургом и Нойштрелицем с 10 сентября 2012 года по 26 апреля 2013 года будут курсировать с учётом строительных работ. В то же время на станции Ораниенбург, включая железнодорожный вокзал (не затрагивая лишь трафик S-Bahn) будут происходить поиски остатков боеприпасов, поэтому сама станция будет перекрыта.
В долгосрочной перспективе предусматривается ввод в эксплуатацию прямого пути из Берлина в Биркенвердер (станция). К тому же на Берлинской северной железной дороге возможна реконструкция перегона путей дальнего следования между станциями Гезундбруннен и Биркенвердер, длиной 18,8 километра, превращения его в двухпутный с целью осуществления движения со скоростью 160 км/ч, однако сроки воплощения этого в жизнь ещё не заданы. До сих пор проводится лишь экспертиза технико-экономических обоснований расширения однопутного участка в перспективе. Наряду с этим станция Биркенвердер получит отдельную платформу для поездов регионального сообщения.